# Примарная абелева группа
{\displaystyle p}-примарная абелева группа (где {\displaystyle p} — фиксированное простое число) — абелева группа {\displaystyle (A,+)}, такая что порядок любого элемента из {\displaystyle A} является степенью {\displaystyle p}.

## Примеры
- {\displaystyle (\mathbb {Z} _{p^{n}},+)} — аддитивная группа классов вычетов по модулю {\displaystyle p^{n}};
- {\displaystyle (\mathbb {Z} _{p}[x],+)} — аддитивная группа кольца многочленов над полем {\displaystyle \mathbb {Z} _{p}}.

## Свойства
- Любая периодическая абелева группа (то есть группа без элементов бесконечного порядка) разлагается в прямую сумму {\displaystyle p}-примарных подгрупп.

Примарная абелева группа {\displaystyle (A,+)} называется элементарной, если все ее ненулевые элементы имеют порядок равный {\displaystyle p}.
- Абелева группа {\displaystyle A} является {\displaystyle p}-примарной элементарной тогда и только тогда, когда она разлагается в прямую сумму групп вида {\displaystyle \mathbb {Z} _{p}}.

{\displaystyle p}-высотой элемента {\displaystyle a\in A} называется наименьшее натуральное число {\displaystyle n}, такое что {\displaystyle a\in nA}. Если такого натурального {\displaystyle n} не существует, то элемент {\displaystyle a} имеет бесконечную {\displaystyle p}-высоту.
- Критерий Куликова: {\displaystyle p}-примарная абелева группа {\displaystyle A} является прямой суммой циклических групп тогда и только тогда, когда {\displaystyle A} есть объединение возрастающей цепочки подгрупп

{\displaystyle A_{1}\subseteq A_{2}\subseteq \ldots \subseteq A_{n}\subseteq \ldots ,\;\bigcup \limits _{i=1}^{\infty }A_{i}=A},
где {\displaystyle p}-высоты ненулевых элементов подгрупп {\displaystyle A_{i}} меньше фиксированного элемента {\displaystyle k_{n}}.
Критерий Куликова обобщает теоремы Прюфера:
- Первая теорема Прюфера: Ограниченная {\displaystyle p}-примарная (периодическая) абелева группа является прямой суммой циклических подгрупп.
- Вторая теорема Прюфера: Счетная {\displaystyle p}-примарная абелева группа разлагается в прямую сумму циклических подгрупп тогда и только тогда, когда она не содержит ненулевых элементов бесконечной {\displaystyle p}-высоты.